# Anthophora tedshenensis
Anthophora tedshenensis är en biart som beskrevs av Radoszkowski 1893. Anthophora tedshenensis ingår i släktet pälsbin, och familjen långtungebin. Inga underarter finns listade i Catalogue of Life.